# Jacques Vivroux
Jacques Vivroux (Luik, 1703-1777) was een 18e-eeuwse beeldhouwer die voornamelijk actief was in het prinsbisdom Luik. Samen met Jean Del Cour, Cornelis van der Veken, Arnold de Hontoire, Guillaume Évrard en François-Joseph Dewandre kan hij gerekend worden tot de belangrijkste barokbeeldhouwers in het prinsbisdom Luik.

## Biografische schets

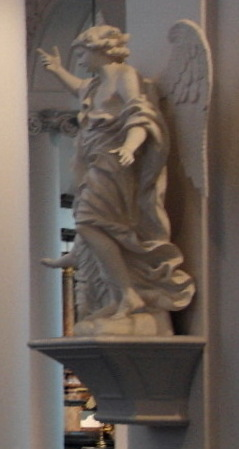
Beeld van een aartsengel in de Sint-Bartolomeüskerk in Luik

Jacques Vivroux kwam uit een Luiks geslacht dat tal van architecten, beeldhouwers, decorateurs en meubelmakers heeft voortgebracht. Bekende telgen zijn onder anderen Henri Vivroux (1737-1807), Jacques-Joseph Vivroux (1765-1835), Auguste-Marie Vivroux (1795-1867), Auguste Vivroux (1824-1899), Clément Vivroux (1831-1896), Auguste-Charles Vivroux (1859-1920) en Charles Vivroux (1890-1985).
Over het leven van Jacques Vivroux is weinig bekend. Hij werd op 5 februari 1703 gedoopt in de kerk van Sint-Remaclus-bij-de-brug in Luik. Zijn ouders waren Henri Vivroux en Catherine Laguesse. Over zijn jonge jaren is weinig meer bekend dan dat hij een studiereis maakte naar Italië en dat hij enige jaren in de leer was bij de Luikse beeldhouwer Jean Hans, die op zijn beurt een leerling was geweest van Jean Del Cour. In 1736 woonde hij met zijn eerste vrouw Marguerite Decharneux in de rue des Carmes. Als beeldensnijder was hij lid van het gilde (in Luik ambacht - métier - genoemd) van de timmerlieden. In 1738 kwam hij met andere beeldhouwers is opstand tegen de strikte regels van het ambacht, wat zich in 1762 herhaalde.

## Werken
- Houten beeld van Sint-Rochus in de Sint-Janskerk in Luik.
- Houten beeld van twee aartsengelen in de Sint-Bartolomeüskerk in Luik.
- Houten beelden van Madonna met Kind en de Heilige Martinus van Tours in de Sint-Maartensbasiliek in Luik.
- Houten beeld van Sint-Barbara in de Sint-Antoniuskerk in Luik.
- Houten beeld van Sint-Alexius in de Sint-Rochuskapel te Luik.
- Houten beelden van Sint-Hubertus, Sint-Margaretha en de Heilige Johannes Nepomuk in de Sint-Margarethakerk van Tihange.
- Houten beeld van Sint-Laurentius in de Sint-Laurentiuskerk van Dalhem-Neufchâteau.